# Plüderhausen
Plüderhausen – gmina w Niemczech, w kraju związkowym Badenia-Wirtembergia, w rejencji Stuttgart, w regionie Stuttgart, w powiecie Rems-Murr, siedziba związku gmin Plüderhausen-Urbach. Leży nad rzeką Rems, ok. 20 km na wschód od Waiblingen, przy drodze krajowej B29 i linii kolejowej Stuttgart – Aalen, przy granicy Lasu Szwabsko-Frankońskiego.

## Sport
- SV Plüderhausen – klub tenisa stołowego